# Сен-Жени-Лаваль — Опиталь Лион Сюд
«Сен-Жени́-Лава́ль — Опита́ль Лио́н Сюд» (фр. Saint-Genis-Laval — Hôpital Lyon Sud) — конечная станция линии В Лионского метрополитена.

## Расположение
Станция находится в пригороде Лиона — коммуне Сен-Жени-Лаваль у перекрёстка улицы Анжелик-дю-Кудре (фр. rue Angélique-du-Coudray) и дороги Гран-Ревуайе (фр. chemin du Grand-Revoyet. Входы на станцию расположены на улице Анжелик-дю-Кудре (фр. rue Angélique-du-Coudray), дороге Гран-Ревуайе (фр. chemin du Grand-Revoyet и авеню Императрис-Эжени (фр. avenue de l’Impératrice-Eugénie).

## Особенности
Строительство станции велось с 2017 года. Она была открыта 20 октября 2023 года как конечная станция на продолжении линии B от станции Гар д’Улен. Состоит из двух путей и двух боковых платформ.
Проект станции был разработан архитектурной студией Ателье Зендель Кристеа (фр. Atelier Zundel Cristea). Станция состоит из трёх подземных уровней: билетного зала, мезанина и станционного зала, который находится на глубине 15 метров от поверхности. Над станцией расположено здание перехватывающей парковки, поблизости от автобусной станции. Пол покрыт светлым камнем, а стены выполнены из некрашеного бетона с круглыми керамическими панно. Ступени лестниц покрыты тёмно-серым гранитом. Бетонный потолок частично покрыт деревом. В декорировании билетного зала станции использованы фотографии Марка Рибу (фр. Marc Riboud), а также панорамная фотография Марена Казимира (фр. Marin Kasimir), изображающей коллективный портрет персонала расположенной поблизости больницы.
Запланированная пропускная способность станции — 25 000 пассажиров в день.

## Происхождение названия
Saint-Genis-Laval — это название коммуны, в которой расположена станция. Hôpital Lyon Sud в переводе с французского означает Больница Южного Лиона, которая находится недалеко от станции.

## Достопримечательности
Вблизи станции находятся следующие объекты:
- Больница Южного Лиона

## Наземный транспорт
Со станции существует пересадка на следующие виды транспорта:

  — «главный» автобус

      — автобус

Пригородные автобусы маршрутов 114 и 145

Перехватывающая парковка